# بيدروبا
بيدروبا (بالإيطالية: Pederobba)‏ هي بلدية في مقاطعة تريفيزو بمنطقة فنيتة، شمال إيطاليا. تقع على بعد 60 كيلومترًا (37 ميلًا) شمال غرب مدينة البندقية، و30 كيلومترًا (19 ميلًا) شمال غرب تريفيزو.